# Iemicu Tokugawa
Iemicu Tokugawa (japonsky 徳川 家光, Tokugawa Iemicu), nazývaný také Ijemicu, byl třetí šógun tokugawského šógunátu, který vládl mezi lety 1623 až 1651. Narodil se jako nejstarší syn Hidetady Tokugawy a byl vnukem Iejasua Tokugawy.

## Dětství (1604 – 1617)
Iemicu Tokugawa se narodil kolem roku 1604, přesné datum narození není známo. Byl nejstarším synem Hidetady Tokugawy a vnukem prvního tokugawského šóguna Iejasua Tokugawy. Narodil se jako první člen rodu Tokugawa, ještě za vlády svého děda Iejasua Tokugawy.
O jeho dětství se nedochovalo mnoho písemných informací. Jeho dětské jméno bylo Takečijo (竹千代). Měl dvě sestry, Senhime a Masako a bratra Tadanaga, který byl oblíbenec rodičů a později se stal jeho rivalem.
Zastaralé hláskování jeho křestního jména je Ijemicu.

## Dědic (1617 – 1623)
V roce 1617 byl jmenován jako oficiální nástupce svého otce. Toto postavení mohl ohrozit, na základě principu pokrevního příbuzenství, jeho mladší bratr Tadanaga Tokugawa. Mezi bratry panovalo napětí.
Od mládí Iemicu praktikoval šudo „tradici vzájemné erotické mužské lásky mezi samuraji“. V roce 1620 se pohádal se svým milencem, samurajem Gozaemonem Sakabem, přítelem z dětství a vazalem. Při společné koupeli jej v „záchvatu vzteku“ zabil.

## Regent (1623 – 1632)
V roce 1623 Hidetada odstoupil z postu šóguna, který získal jeho nejstarší syn. Hidetada ale zůstal aktivní ve vládě a Iemicu převzal formální úlohu hlavy bakufu. Po takzvaném „Incidentu s purpurovým rouchem“ (紫衣事件, šie džiken) byly vztahy mezi vládou bakufu a císařem Go-Mizunóem velmi chladné. Císař byl obviněn, že navzdory šógunovu zákazu propůjčil více než deseti dvorním kněžím čestné purpurové roucho. Šógun se postavil proti císařovu rozhodnutí a udělení výsady kněžím označil za neplatné, což bylo v rozporu s tradicí. Proto Iemicu a Hidetada v roce 1626 navštívili v rámci oficiální diplomatické návštěvy císaře, císařovnu Masako (dceru Hidetadua a sestru Iemicua) a císařskou princeznu Meišó v Kjótu. Šógun Iemicu přivezl císaři bohaté dary a obdaroval také příslušníky dvorské šlechty (daimjó). Napětí mezi šógunem a císařem však vyvolala další nepříjemná událost. Mezi šógunovým doprovodem byla kojná Masako, která byla neurozeného původu, a tak bylo porušeno nepsané pravidlo, podle kterého prostí lidé nesmí vstoupit do prostor císařského paláce. Když císař v roce 1629 abdikoval, stala se vládnoucí císařovnou Meišó, jeho dcera.
Iemicu Tokugawa se během svého mládí zdál, vzhledem ke své plachosti, nevhodný jako nástupce šóguna, ale výuka rádců a učitelů z něho učinila silného a rozhodného muže a vládce. Záhy začal nemilosrdně dokazovat svoje protikřesťanské postoje. Po smrti Hidetada v roce 1632 se stal skutečným vládcem. Jeho bratr Tadanaga usiloval stále o jeho život až do své smrti v roce 1633.

## Šógun Iemicu (1632 – 1651)
Hidetada zanechal synovi zkušené rádce, který je po smrti otce, v roce 1632, propustil. Do vysokých funkcí jmenoval své přátele z dětství. S jejich pomocí vytvořil silně centralizovanou vládu navzdory daimjó, které tak vyloučil z podílu na vládní moci.
V roce 1637 vypuklo mezi obyvateli jižního Japonska Šimabarské povstaní. Šógunova vojska zabila tisíce lidí, povstání bylo potlačeno a záhy zakázáno křesťanství. Během roku 1639 skončily obchodní kontakty s Macaem a začala se praktikovat politika Sakoku – „uzavřená země“. Na japonském území bylo dovoleno obchodovat pouze holandským a anglickým obchodníkům na uměle vytvořeném ostrově Dešima v Nagasaki.
V roce 1643 císařovna Meišó abdikovala a na trůn nastoupil její nevlastní bratr princ Cuguhito jako císař Go-Kómjó. Ten opakovaně ve svých veřejných vystoupeních urážel vládnoucího šóguna i jeho syna Iecunu Tokugawu, protože rod Tokugawa neprojevoval dostatečnou úctu císařskému dvoru a jeho politika byla násilnická.
V roce 1651 šógun Iemicu zemřel ve věku 47 let. Stal se prvním tokugawským šógunem, který neabdikoval na svoji funkci. Jeho nástupcem se stal nejstarší syn Iecuna Tokugawa.

## Zákaz křesťanství a izolace Japonska
První kontakty západních obchodníků s Japonskem jsou datovány po roce 1540, při plavbě portugalských lodí ze Siamu (Thajsko) do Číny. Portugalci tak spolu se Španělskem navázali styky s Japonskem jako první. Jezuité podporováni Portugalskem měli snahu šířit v době zámořských objevů i v Japonsku křesťanskou kulturu a vzdělání. Země se však nacházela v období chaosu. Císař neměl žádný vliv a také šógunové rodu Ašikaga od poloviny šestnáctého století ztráceli autoritu. O moc mezi sebou zápasili jednotliví daimjó.
K úspěchům křesťanských misionářů přispěl Oda Nobunaga, který začal s budováním sjednoceného Japonska. Bojovnost buddhistických sekt zapříčinila, že Nobunaga začal více stranit příchozím křesťanům, kde zásadním důvodem byly především obchodní vztahy s portugalskými obchodníky. Do země se dostávalo zboží z evropských zemí a také střelné zbraně. Po zavraždění Nobunaga v červnu roku 1582 žili jezuité v nejistotě. Vlády se ujal generál Hidejoši Tojotomi, který byl v roce 1585 jmenován regentem a pokračoval ve sjednocování země. Měl jako Nobunaga zájem na rozvoji zahraničního obchodu a přesto, že praktikoval buddhismus, zachovával relativní vlídnost k jezuitům i daimjó, kteří přestoupili na křesťanskou víru ve snaze zachovat na svých panstvích evropský obchod.
Na přelomu šestnáctého a sedmnáctého století ztratili jezuité výlučné právo na misijní činnost v Japonsku a otevřela se cesta pro další řády. V roce 1609 připluli do země Holanďané, v roce 1614 anglické lodě. Mezi obchodníky docházelo často ke konfliktům.
Sjednotitelem Japonska se stal Iejasu Tokugawa, který založil v roce 1603 šógunát Tokugawa a pozval do hlavního města Edo španělské františkány. V roce 1613 zesílilo pronásledování křesťanů. Více než tři sta misionářů bylo vypovězeno ze země. Japonští křesťané z řad obyčejných lidí byli mučeni i popravováni. Tyto perzekuce měly odradit obyvatelstvo, aby protestovalo proti šógunátem zavedeným zákonům. O život při násilnostech na obyvatelstvu přišlo zhruba dvě stě osmdesát tisíc lidí. Vládní systém nařídil povinnost pro každého občana, registrovat se v buddhistických klášterech. V roce 1614 byl vydán další edikt zaměřený na likvidaci křesťanství. Křesťanské kostely a kláštery v zemi byly ničeny. Pokračovalo pronásledování a mučení křesťanů. Vláda však chtěla japonské křesťany přivést zpátky k japonským tradicím a proto nebyli lidé umučeni, ale museli se zříci křesťanské víry. Tyto události podpořily úpadek křesťanství na japonských ostrovech. Zůstalo pouze několik křesťanů, kteří žili na malých ostrovech podél pobřeží Kjúšú a byli nuceni skrývat své vyznání.
Vládnoucí rod Tokugawa neměl mnoho znalosti o politické situaci v zemích na Západě. Ale záhy vláda pochopila, že jejich budovaná feudální země by mohla být ohrožena. Zvýšila se státní kontrola i počet dalších restrikcí. Vláda byla znepokojena i skutečností, že evropské mocnosti byly silnější jak z ekonomického, tak i vojenského hlediska. Evropanům se dařilo v jihozápadní oblasti ostrova Kjúšú. Kde byla panství, jejichž věrnost šógunátu nebyla dostatečně pevná. Vláda v čele s šógunem jim nedůvěřovala, neboť zde hrozilo riziko, že rody z Kjúšú ve spojení s Evropany by se mohly postavit politickému systému na odpor. Šógunát proto zakázal zdejší šlechtě styky se zahraničním.
Téměř stoletá přítomnost Evropanů skončila v Japonsku kolem roku 1630. Iemicu Tokugawa nařídil vyhoštění Evropanů ze země. Vydal povolení pouze pro jednu holandskou loď, která připlouvala pouze jednou ročně. Toto nařízení posílil popravou dvou Portugalců, kteří přišli s žádostí o obnovení původní obchodní politiky s cizinou. V roce 1630 vydal šógun další vyhlášky, které prakticky přivedly Japonsko do izolace.
Další výnos z roku 1635 uzavřel zemi a Japonsko bylo dokonale odříznuto od okolního světa. Japonci nesměli pod trestem smrti opustit zemi. To platilo i pro osoby cestující do země, kde platili také extrémní zákazy. Každá loď, přijíždějící do země, byla důkladně prověřena. Katoličtí kněží se nesměli dostat do země. Také obchodníci přijíždějící ze zahraničí museli předkládat seznam zboží, které přiváželi. Až poté získali povolení k obchodování. Také byli nuceni vykládat zboží na více obchodných místech Japonska, aby se zabezpečila jeho rychlejší distribuce po celé zemi. Šógun zakázal obchodníkům měnit cenové podmínky, aby minimalizoval soutěživost mezi obchodujícími místy. Lodě obchodníků měli přesně určený datum k opuštění země.
Opatření, která zaváděl Iemicu Tokugawa na ochranu své země platila více než jeden a půl století až do ukončení izolace Japonska.

## Érybakufuza Iemicua
- Genna (1615 – 1624)
- Kan'ei (1624 – 1644)
- Šóhó (1644 – 1648)
- Keian (1648 – 1652)